# Renée du Minil
Renée du Minil, née Renée Marie Louise Thérèse Marthe Seveno à Bourges le 15 octobre 1868 et morte à Paris le 19 avril 1941, est une actrice française, sociétaire de la Comédie-Française.

## Biographie
Renée du Minil entre à la Comédie-Française en 1886. Elle est nommée Sociétaire dix années plus tard, en 1896.
Par arrêté du Ministre de l'Instruction publique et des Beaux-Arts en date du 2 mars 1914, Renée du Minil est nommée professeur titulaire d'une classe de déclamation dramatique au Conservatoire de musique et de déclamation en remplacement d'Eugène Silvain.
Elle est enterrée au cimetière du Père-Lachaise (95e division).

## Théâtre

### Carrière à laComédie-Française

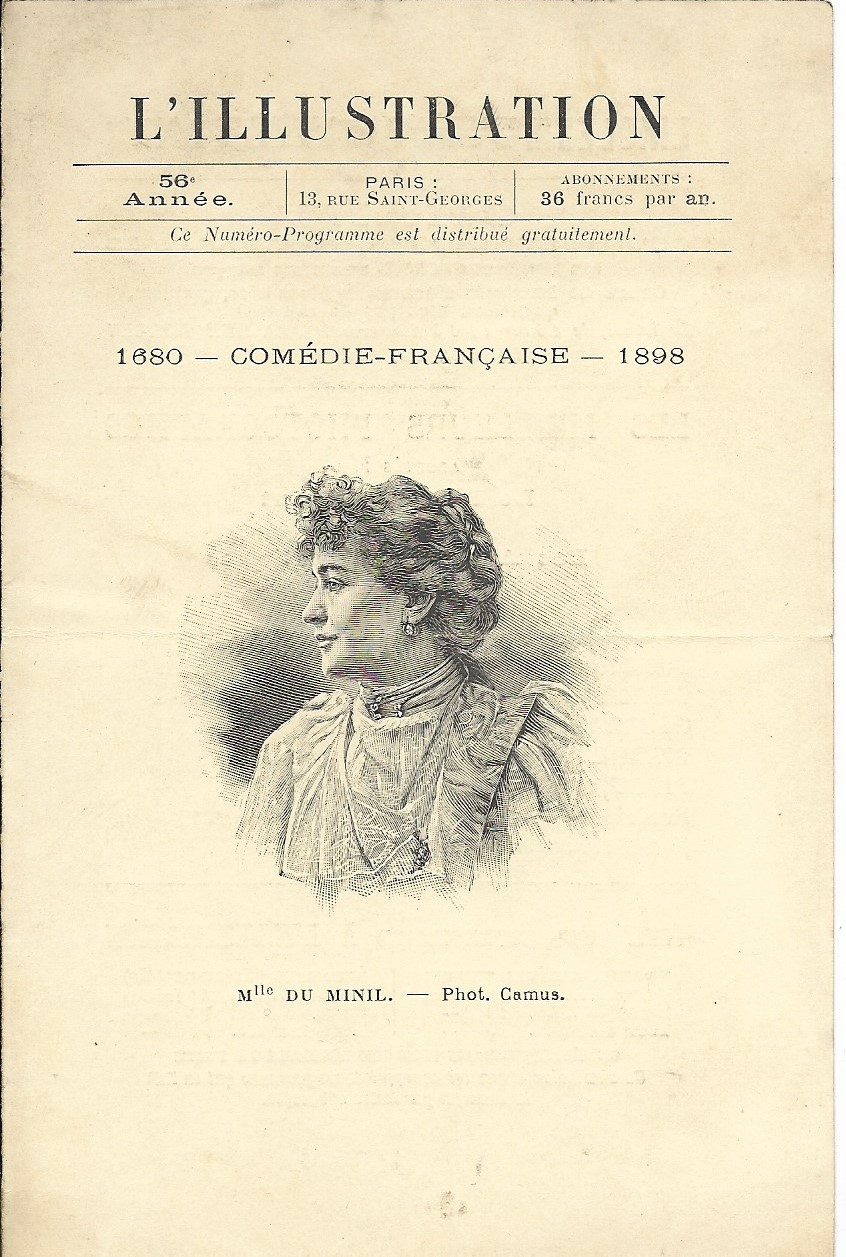
Actrice de la Comédie Française.

- Entrée à la Comédie-Française en 1886
- Sociétaire de 1896 à 1915
- 332e sociétaire
- 1887 : Bajazet de Jean Racine : Zaïre
- 1887 : Andromaque de Jean Racine : Cléone
- 1890  : Iphigénie de Jean Racine : Doris
- 1890 : Britannicus de Jean Racine : Junie
- 1891 : Andromaque de Jean Racine : Andromaque
- 1892 : Athalie de Jean Racine, mise en scène Mounet-Sully : Salomith
- 1895 : Bajazet de Jean Racine : Atalide
- 1895 : L'Abbé Corneille de Louis Tiercelin : Corentin
- 1896 : Le Misanthrope de Molière : Célimène
- 1896 : Les Rantzau d'Émile Erckmann et Alexandre Chatrian : Louise Rantzau
- 1898 : Louis XI de Casimir Delavigne : Marie
- 1898 : Phèdre de Jean Racine : Aricie
- 1903 : Le Dédale de Paul Hervieu : Mme de Pogis
- 1904 : La Plus faible de Marcel Prévost : Angélique Lebrun
- 1906 : Les Larmes de Corneille de Louis Le Lasseur de Ranzay : Marthe de Fontenelle
- 1906 : Le Prétexte de Daniel Riche : Mme de Fiérens
- 1906 : Les Mouettes de Paul Adam : Mme Darnot
- 1907 : 1807 d'Adolphe Aderer et Armand Ephraïm : Mme de Mélusay
- 1907 : L'Autre de Paul et Victor Margueritte : Mme Frenot
- 1908 : Le Misanthrope de Molière, mise en scène Jules Truffier : Arsinoé
- 1910 : Un cas de conscience de Paul Bourget et Serge Basset : Comtesse de Roqueville
- 1912 : Maître Favilla de Jules Truffier d'après George Sand : Marianne
- 1913 : Yvonic de Paul Ferrier et Jeanne Ferrier : Rose
- 1914 : Jérusalem de Georges Rivollet : Arabella Lesly

## Distinctions
- Chevalière de la Légion d'honneur[3]